# Şaru Dornei
Şaru Dornei é uma comuna romena localizada no distrito de Suceava, na região de Moldávia. A comuna possui uma área de 180.14 km² e sua população era de 4195 habitantes segundo o censo de 2007.